# Nemzeti Bajnokság I 2018-2019
La Nemzeti Bajnokság I 2018-2019 (chiamata ufficialmente OTP Bank Liga per motivi di sponsorizzazione) è stata la 118ª edizione del massimo campionato di calcio ungherese. La stagione, iniziata il 21 luglio 2018 e conclusa il 19 maggio 2019, è stata vinta dal Ferencváros con tre giornate di anticipo.

## Stagione

### Novità
Al termine della stagione 2017-2018, sono retrocessi Balmazújváros e Vasas. Dalla Nemzeti Bajnokság II sono stati promossi MTK Budapest e Kisvárda.

### Regolamento
Le 12 squadre partecipanti si sfidano in un girone di andata, ritorno e andata per un totale di 33 giornate.
La squadra campione d'Ungheria si qualifica per il primo turno di qualificazione della UEFA Champions League 2019-2020.

Le squadre classificate al secondo e al terzo posto si qualificano per il primo turno di qualificazione della UEFA Europa League 2019-2020.

Le ultime due classificate retrocedono direttamente in Nemzeti Bajnokság II.

## Squadre partecipanti
| Club             | Città          | Stadio                   | Stagione precedente  |
| ---------------- | -------------- | ------------------------ | -------------------- |
| Debrecen         | Debrecen       | Nagyerdei Stadion        | 5º posto in NB I     |
| Diósgyőr         | Miskolc        | DVTK Stadion             | 10º posto in NB I    |
| Ferencváros      | Budapest       | Groupama Arena           | 2º posto in NB I     |
| Kisvárda         | Kisvárda       | Várkerti Stadion         | 2º posto in NB II    |
| Haladás          | Szombathely    | Haladás Sportkomplexum   | 8º posto in NB I     |
| Honvéd           | Budapest       | Bozsik Stadion           | 4º posto in NB I     |
| Mezőkövesd-Zsóry | Mezőkövesd     | Városi Stadion           | 9º posto in NB I     |
| Fehérvár         | Székesfehérvár | Sóstói Stadion           | Campione di Ungheria |
| MTK Budapest     | Budapest       | Nándor Hidegkuti Stadion | 1º posto in NB II    |
| Paks             | Paks           | Stadion PSE              | 7º posto in NB I     |
| Puskás Akadémia  | Felcsút        | Pancho Arena             | 6º posto in NB I     |
| Újpest           | Budapest       | Ferenc Szusza Stadion    | 3º posto in NB I     |

## Classifica finale
|                     | Pos. | Squadra          | Pt | G  | V  | N  | P  | GF | GS | DR  |
| ------------------- | ---- | ---------------- | -- | -- | -- | -- | -- | -- | -- | --- |
| Ungheria (bandiera) | 1.   | Ferencváros      | 74 | 33 | 23 | 5  | 5  | 72 | 27 | +45 |
|                     | 2.   | Fehérvár         | 61 | 33 | 18 | 7  | 8  | 53 | 37 | +16 |
|                     | 3.   | Debrecen         | 51 | 33 | 14 | 9  | 10 | 44 | 39 | +5  |
|                     | 4.   | Honvéd           | 49 | 33 | 13 | 10 | 10 | 46 | 38 | +8  |
|                     | 5.   | Újpest           | 48 | 33 | 12 | 12 | 9  | 38 | 28 | +10 |
|                     | 6.   | Mezőkövesd-Zsóry | 44 | 33 | 12 | 8  | 13 | 45 | 40 | +5  |
|                     | 7.   | Puskás Akadémia  | 40 | 33 | 11 | 7  | 15 | 36 | 45 | -9  |
|                     | 8.   | Paks             | 39 | 33 | 9  | 12 | 12 | 33 | 46 | -13 |
|                     | 9.   | Kisvárda         | 38 | 33 | 10 | 8  | 15 | 36 | 48 | -12 |
|                     | 10.  | Diósgyőr         | 38 | 33 | 10 | 8  | 15 | 36 | 57 | -21 |
|                     | 11.  | MTK Budapest     | 34 | 33 | 10 | 4  | 19 | 42 | 56 | -14 |
|                     | 12.  | Haladás          | 30 | 33 | 8  | 6  | 19 | 31 | 51 | -20 |

      Campione d'Ungheria e ammessa alla UEFA Champions League 2019-2020
      Ammesse alla UEFA Europa League 2019-2020
      Retrocesse in Nemzeti Bajnokság II 2019-2020

## Risultati
|                  | Deb     | Dió     | Fer     | Hal     | Hon     | Kis     | Mez     | MOL     | MTK     | Pak     | Pus     | Újp     |
| ---------------- | ------- | ------- | ------- | ------- | ------- | ------- | ------- | ------- | ------- | ------- | ------- | ------- |
| Debrecen         | ––––    | 2-0 1-0 | 2-1     | 1-1 2-1 | 2-0     | 3-1 1-3 | 1-1 1-0 | 0-1     | 3-3 3-1 | 2-1 4-1 | 2-1     | 0-0     |
| Diósgyőr         | 1-0     | ––––    | 1-4     | 1-0 0-1 | 2-1     | 1-1     | 1-1     | 0-1 2-1 | 3-2     | 0-0 1-0 | 2-2 1-0 | 1-2 3-0 |
| Ferencváros      | 2-2 2-1 | 4-1 7-0 | ––––    | 3-1 2-0 | 1-0     | 2-0     | 3-2     | 2-2 4-1 | 2-0     | 1-1 3-0 | 4-0     | 1-0 2-1 |
| Haladás          | 0-2     | 1-1     | 1-0     | ––––    | 0-1     | 0-1     | 1-2     | 0-2 1-1 | 1-2 1-0 | 1-2 1-1 | 2-1 3-0 | 2-2 3-2 |
| Honvéd           | 3-0 1-1 | 1-0 4-4 | 0-1 3-2 | 3-2 1-3 | ––––    | 4-0     | 1-1     | 0-3 0-1 | 2-1     | 1-0 3-0 | 2-1     | 2-2     |
| Kisvárda         | 3-0     | 1-1     | 0-2 0-1 | 4-1 1-2 | 0-3 1-1 | ––––    | 1-2 2-1 | 2-2     | 1-0     | 0-0     | 1-0     | 1-4     |
| Mezőkövesd-Zsóry | 2-2     | 4-2 3-0 | 0-1 1-2 | 2-0 1-0 | 0-1 3-1 | 2-2     | ––––    | 1-0     | 2-3     | 3-1 2-0 | 2-0     | 0-0     |
| MOL Vidi         | 1-1 2-1 | 1-2     | 2-1     | 1-0     | 2-0     | 4-0 2-1 | 3-1 1-0 | ––––    | 0-3 4-2 | 1-1     | 0-3 1-1 | 1-0 2-1 |
| MTK Budapest     | 0-1     | 1-0 2-1 | 1-4 1-3 | 4-0     | 1-1 1-4 | 0-1     | 2-2 0-1 | 1-3     | ––––    | 1-2     | 3-2     | 1-0     |
| Paks             | 2-1     | 1-2     | 0-3     | 1-1     | 0-0     | 4-1 1-0 | 2-1     | 0-4 2-2 | 3-0 1-0 | ––––    | 3-2 0-0 | 1-1 0-2 |
| Puskás Akadémia  | 0-1 2-0 | 2-1     | 1-0 1-1 | 2-0     | 1-0 2-2 | 1-1 0-4 | 2-0 1-0 | 2-1     | 1-2 3-2 | 1-1     | ––––    | 0-1     |
| Újpest           | 1-0 1-1 | 5-0     | 0-1     | 2-0     | 0-0     | 1-0     | 1-1 2-1 | 2-0     | 0-2 0-0 | 1-1     | 2-0 0-1 | ––––    |

## Statistiche

### Individuali

#### Classifica marcatori
| Gol |  |  | Giocatore        | Squadra          |
| --- |  |  | ---------------- | ---------------- |
| 16  |  |  | Filip Holender   | Honvéd           |
| 16  |  |  | Davide Lanzafame | Ferencváros      |
| 13  |  |  | Josip Knežević   | Puskás Akadémia  |
| 12  |  |  | Roland Varga     | Ferencváros      |
| 10  |  |  | Marko Šćepović   | Videoton         |
| 10  |  |  | Stefan Dražić    | Mezőkövesd-Zsóry |
| 9   |  |  | Gábor Molnár     | Mezőkövesd-Zsóry |
| 9   |  |  | János Hahn       | Paks             |
| 9   |  |  | Soma Novothny    | Újpest           |
| 9   |  |  | Zoltan Horvath   | Kisvarda         |
| 9   |  |  | Danilo           | Honvéd           |
| 8   |  |  | Mark Szecsi      | Debrecen         |